# Oudejaarsstunt
Een oudejaarsstunt is bedoeld om de aandacht te trekken voor een dorp of vereniging (vaak in het noorden van Nederland).
In de laatste maanden van een jaar wordt een actie uitgevoerd, meestal door een opmerkelijk voorwerp te ontvreemden. Rond de jaarwisseling komt dan meestal de aap uit de mouw en wordt alles (zo mogelijk) weer rechtgezet en krijgt de rechtmatige eigenaar zijn of haar voorwerp weer onbeschadigd terug.
De acties worden meestal uitgevoerd door vrijgezellenverenigingen en andere, speciaal hiervoor opgerichte, oudejaarsverenigingen.
Met name in sommige dorpen in Noord-Nederland is dit een gebruik.

## In het oog springende acties

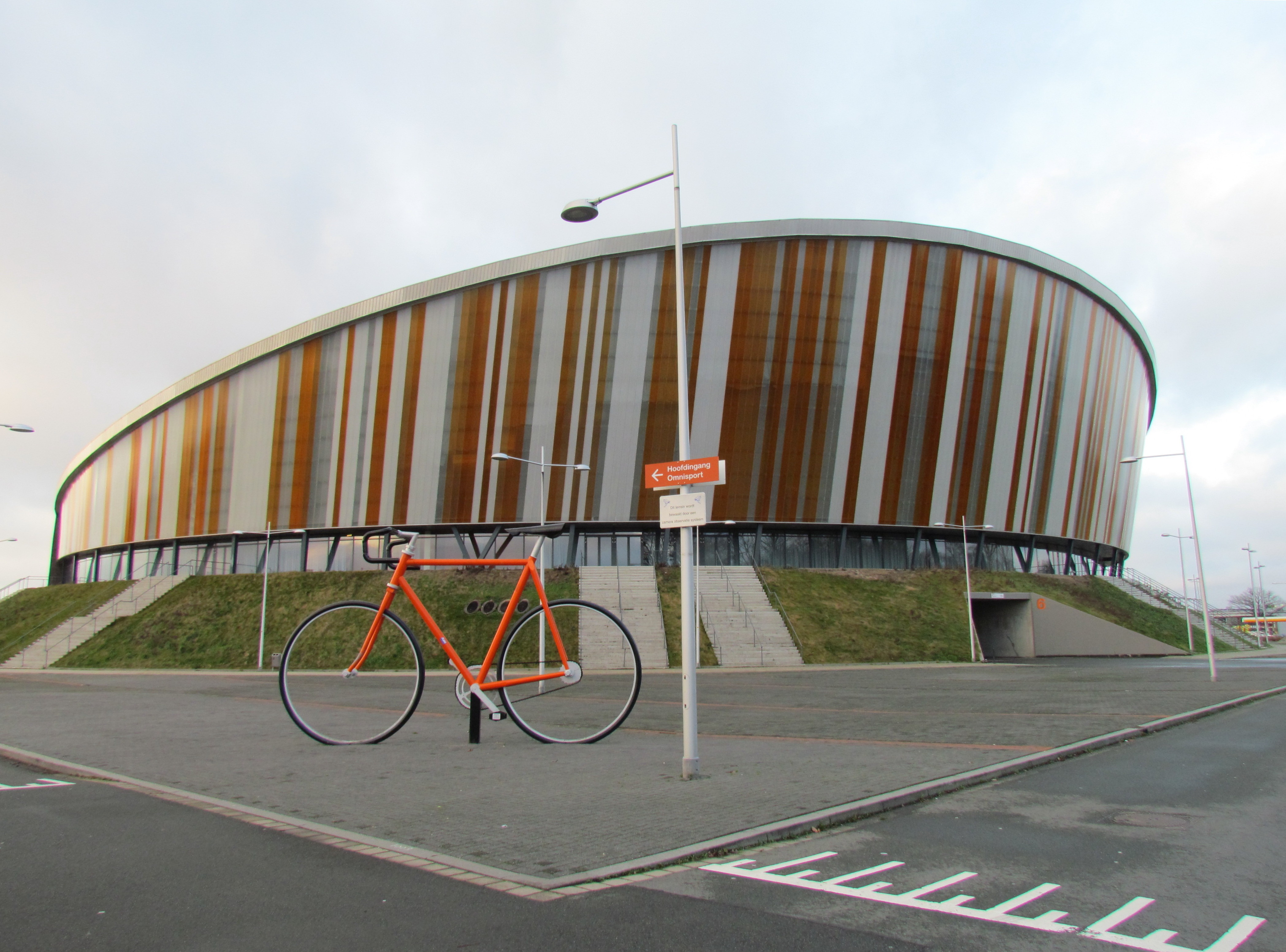
De racefiets bij Omnisport Apeldoorn staat weer op zijn plek

- In 1991 werd het wassen beeld van Michail Gorbatsjov uit Madame Tussaud ontvreemd, met veel media-aandacht als gevolg. Het wassen beeld dook met de jaarwisseling op in het Friese Elsloo, waar de Vesuvius Club Gorbatsjov aan het dorp toonde.
- Op nieuwjaarsdag 1998 zagen de verbaasde bewoners van Oosterwolde op de Brink een kolossaal standbeeld van Lenin staan. Het was door de oudejaarsvereniging van Oosterwolde "ontvreemd" bij het bouwbedrijf Koop Tjuchem. Eigenaar Henk Koop had het meegenomen uit het Oostblok toen deze beelden daar massaal uit de openbare ruimte werden verwijderd. Hetzelfde beeld stond in 2013 enige maanden in Assen ter gelegenheid van een expositie in het Drents Museum.
- In december 2005 verdween uit Het Land van Ooit het meer dan 3 meter hoge, 4 meter lange en honderden kilo's zware polyester beeld van 'Kos met de Snor'. Op 1 januari dook Kos op in het Drentse Vledder. De Vledderse oudejaarsvereniging 'De Oliebol', die ook al eens de All You Need Is Love-caravan in bruikleen had, was verantwoordelijk voor de actie. Kos werd meegenomen vanwege de uitspraken van Ayaan Hirsi Ali richting VVD-erelid Hans Wiegel, die woonachtig is in Zuid-West Drenthe, dat hij in Het Land van Ooit zou leven. Op 2 januari keerde Kos veilig en wel terug naar Het Land van Ooit.
- In december 2007 werd het zwaartepunt van Nederland, een aan de grond verankerde ring in Putten, ontvreemd. Het was een stunt van de oudejaarsvereniging van het Drentse Zorgvlied. Op 5 januari werd de ring teruggebracht.
- Al sinds jaar en dag worden er stunts uitgehaald door de oudjaarsploeg 'Frijsteat Folgeren' uit Drachten. Ze haalden onder meer in de Neeltje Jacoba, een Starfighter van vliegbasis Leeuwarden (in overleg) en de stoel van commissaris van de koningin Ed Nijpels.
- Op kerstdag 2011 bleek dat in Amsterdam-Zuid de ringen van het Olympisch Stadion gestolen waren. Na Nieuwjaar werden ze door de Friese politie teruggevonden bij de oudejaarsvereniging 'De Geitefok' in Oldeberkoop. Een week eerder was al een straaljager (Starfighter) gestolen bij museum vliegbasis Deelen, bij Arnhem. Dit was een stunt van oudejaarsvereniging 'De Oliebol' uit Vledder.
- Op 19 december 2012 bleek de reusachtige fiets bij Omnisport Apeldoorn van zijn plek te zijn gehaald en vervangen door een kinderfietsje met de tekst 'Wij doen er een tandje bij, tot gauw!'. 'De Oliebol' uit Vledder bleek de verantwoordelijke. Het gevaarte keerde op 4 januari 2013 terug op zijn plek.
- Op 31 december 2013 bleken de borden "leukste dorp van de provincie Groningen" uit Niekerk verdwenen. Op 1 januari doken ze op aan de rand van het buurdorp Kornhorn. De borden waren de prijs van een provinciale verkiezing in 2013.
- Op 29 december 2022 bleken tijdens de uitzending van de Top 2000 de letters TOP te zijn verdwenen bij het Nederlands Instituut voor Beeld en Geluid in Hilversum, zodat er alleen nog maar 2000 stond in plaats van TOP2000. Deze werden teruggevonden bij de oudejaarsvereniging 'De Geitefok' in Oldeberkoop. Zij brachten de letters ook weer terug.